# Гончарівка (Смолевицький район)
Гончарівка (біл. вёска Ганчароўка) — село в складі Смолевицького району Мінської області, Білорусь. Село підпорядковане Заболотській сільській раді, розташоване в центральній частині області.